# Self Control (singolo Raf)
Self Control è un singolo del cantante italiano Raf, pubblicato nel 1984 come estratto dall'album Raf.

## Descrizione
Il brano, scritto dallo stesso Raf con Giancarlo Bigazzi (musica) e Steve Piccolo (testo), e arrangiato da Celso Valli, ebbe uno straordinario successo in tutto il mondo diventando uno dei brani italo disco più famosi di sempre. Insieme con la cover di Laura Branigan, il singolo vendette più di 20 milioni di copie in tutto il mondo.
Il disco fu prodotto da Giancarlo Bigazzi e pubblicato in 21 paesi e si posizionò in breve tempo alla prima posizione dei singoli più venduti in Italia e Svizzera. Ebbe un notevole riscontro anche in Germania, Spagna e Austria, dove si posizionò rispettivamente alla seconda, sesta e settima posizione.

## Tracce
7" (45 giri)
Testo di Steve Piccolo, musica di Raf e Giancarlo Bigazzi
1. Self Control – Part One – 4:21
2. Self Control – Part Two – 4:05

12" (33 e 45 giri)
1. Self Control – 6:08 (testo: Piccolo – musica: Raf, Bigazzi)
2. Running Away – 5:40 (testo: Piccolo – musica: Raf, Adriano Primadei)

## Classifiche
| Classifica (1984) | Miglior posizione |
| ----------------- | ----------------- |
| Austria           | 7                 |
| Francia           | 40                |
| Germania          | 2                 |
| Italia            | 1                 |
| Polonia           | 32                |
| Spagna            | 6                 |
| Svizzera          | 1                 |

## Musicisti
- Raf: voce, basso, tastiere, chitarra elettrica
- Adriano Primadei: chitarra elettrica, tastiere, cori
- Steve Piccolo: Fretless Fender Precision Bass e voce (come "Shake Speare") nella versione rap di Self Control (b-side 45 rpm)
- Aldo Banfi: Synclavier
- Bruno Bergonzi: Simmons Drums
- Manola Bambi: voce

## Altri usi
- Il brano è stato inserito nella colonna sonora della telenovela brasiliana Partido Alto, trasmessa per la prima volta da Rede Globo nel 1984.
- Il brano è ascoltabile nel film Rimini Rimini di Sergio Corbucci del 1987 .
- La canzone è presente nella serie Skam Italia di Ludovico Bessegato, nel terzo episodio “Virilità” della seconda stagione, pubblicata nel 2018.

## Curiosità
La canzone viene citata nel film Notte prima degli esami da nonna Adele, interpretata da Valeria Fabrizi, mentre sta ascoltando alla radio un altro brano di Raf, Cosa resterà degli anni '80.

## Cover (parziale)
Il singolo conta oltre una cinquantina di reinterpretazioni, tra cui:
- 1984 - Elvira in croato col titolo Samokontrola, testo di Miso Doleža, nell'album Top Ten 2 - Internacionalni Hitovi (Jugoton – LSY-61977), pubblicato in Iugoslavia.
- 1984 - Chewingum Band, singolo (CGD – CGD 10586).
- Nello stesso 1984 Laura Branigan ne ha pubblicato una versione internazionale nel singolo Self Control (Atlantic Records – 78 9676-7); album Self Control (Atlantic Records – 780 147-1).
- Nel 1993 Ricky Martin ne canta una versione in spagnolo, in un singolo promozionale, intitolata Qué día es hoy (Sony Latin – DCC-81044), testo di Mikel Herzog, pubblicato in Messico, Brasile e Stati Uniti d'America; album Me amaras (Sony Latin – CDP-10322), pubblicato in Brasile, Stati Uniti d'America, Austria, Spagna, Argentina e Cile.
- Nel 1999 la cantante Sheila ne esegue una cover in francese con testo di Lionel Leroy ed una in inglese, sempre nell'album Dence (EMI – 523677 2).
- Nel 2002 la canzone viene selezionata dalla Rockstar Games per andare a comporre la compilation di canzoni mandata in onda a rotazione su Flash FM, una delle tante radio che si possono ascoltare su Grand Theft Auto: Vice City. La stessa canzone fa da sfondo musicale al trailer dell'edizione decennale del videogioco, uscita nel 2012.
- Nel 2006 il gruppo danese Infernal ne canta una versione in un singolo, per il mercato danese e britannico (Border Breakers – BB2006-M05); compilation del 2007 Clubmix 2007 (Universal Music TV – 9844994), pubblicata nel Regno Unito.
- Sempre nello stesso anno anche la cantante spagnola Soraya Arnelas incise una cover per l'album Ochenta's (Universal Music Group – 0602517188389), pubblicato in Spagna e Messico.
- Una versione della canzone è cantata da una cover band nell'episodio 1x09 di Miami Vice del 1984, Il grande McCarthy (The Great McCarthy).
- 2019 - Bixlee nell'album Cover Charge (Bixlee Self-released), pubblicato negli Stati Uniti d'America.
- Nel 2021 Malika Ayane ha cantato una cover del brano prodotta dagli Altarboy per la colonna sonora del film Il Divin Codino.
- 2019 - Il gruppo Porkband nell'album Pork Band Story con 80 Voglia Discoparty.
- 2022 - Jay Lehr nell'album Vitamin 80ies (SCP Music).